# Kodeks 0162
Kodeks 0162 (według numeracji Gregory-Aland), ε 023 (von Soden) – wczesny grecki rękopis Nowego Testamentu, spisany w formie kodeksu na pergaminie. Paleograficznie datowany jest na III lub IV wiek. Zawiera fragmenty Ewangelii Jana. Tekst rękopisu jest pokrewny dla Kodeksu Watykańskiego, wysoko oceniany przez współczesnych badaczy i jest cytowany w krytycznych wydaniach greckiego Nowego Testamentu. Pochodzi z Egiptu, przechowywany jest w Nowym Jorku.

## Opis
Zachowała się tylko 1 karta rękopisu z tekstem Ewangelii Jana (2,11-22). Oryginalna karta miała rozmiary 16 na 15 cm. Tekst pisany jest jedną kolumną na stronę, 19 linijek w kolumnie. Litery mają kształt raczej owalny i lekko pochylony, niż kwadratowy, który to kształt jest charakterystyczny dla późniejszych wielkich kodeksów. Punktacja jest rzadko stosowana i wygląda na przypadkową.
Rękopis sporządzony został prawdopodobnie przez profesjonalnego skrybę. Jedną z cech pisma jest małe omikron charakterystyczne dla III wieku, a niespotykane w IV wieku. Litera omega jest płaska.
Nomina sacra pisane są skrótami, Ιησους (Jezus) skracane jest na dwa sposoby – ΙΗΣ oraz ΙΣ. Stosuje skrót dla πατηρος (ojciec) – ΠΡΣ – lecz μητηρ (matka) pisane jest pełną formą.

## Tekst
Grecki tekst rękopisu jest zgodny z aleksandryjską tradycją tekstualną. Kurt Aland zaklasyfikował go do kategorii I (ze względu na datę).
Odkrywcy kodeksu porównali jego tekst z Kodeksem Synajskim, Watykańskim i Aleksandryjskim, i stwierdzili, że jest najbliższy dla Kodeksu Watykańskiego. W 12 i 15 wierszu natknęli na warianty nie występujące w żadnym z owych trzech rękopisów. Tekst jest również bliski dla odkrytych w II połowie XX wieku Papirusu Bodmera II oraz Papirusu Bodmera XIV-XV.

## Historia
Rękopis powstał w Egipcie. Na liście rękopisów znalezionych w Oksyrynchos figuruje na pozycji 847. Tekst rękopisu opublikowali odkrywcy rękopisu Grenfell i Hunt w 1908 roku. Początkowo należał do Egypt Exploration Fund, lecz został przekazany dla Metropolitan Museum of Art w Nowym Jorku za finansowanie prac archeologicznych. Obecnie przechowywany jest w Metropolitan Museum of Art (09.182.43) w Nowym Jorku.
W roku 1915, Gregory umieścił go na liście majuskułowych rękopisów Nowego Testamentu, dając mu numer 0162. Rękopis, oprócz jego odkrywców, badali Karl Wessely, J.M. Bover, Philip Comfort, oraz E. Crisci.
Wydawcy fragmentu datowali rękopis na IV wiek, jakkolwiek z pewnym wahaniem, ponieważ zauważyli pewne jego cechy charakterystyczne dla III wieku. Obecnie datowany jest przez INTF na ok. 300 rok. Comfort datuje go na koniec III lub początek IV wieku.
Cytowany jest w krytycznych wydaniach Nowego Testamentu (NA26, NA27). W 27 wydaniu Nestle-Alanda (NA27) umieszczony został w grupie rękopisów cytowanych w pierwszej kolejności.